# Romano Amerio
Romano Amerio (* 17. Januar 1905 in Lugano; † 16. Januar 1997 ebenda) war ein römisch-katholischer Altphilologe und Philosoph. Er nahm als Peritus am Zweiten Vatikanischen Konzil teil und wurde ein scharfer Kritiker der nachkonziliaren Reformen und Entwicklungen in Liturgie, Ekklesiologie, Glaubens- und Sittenlehre.

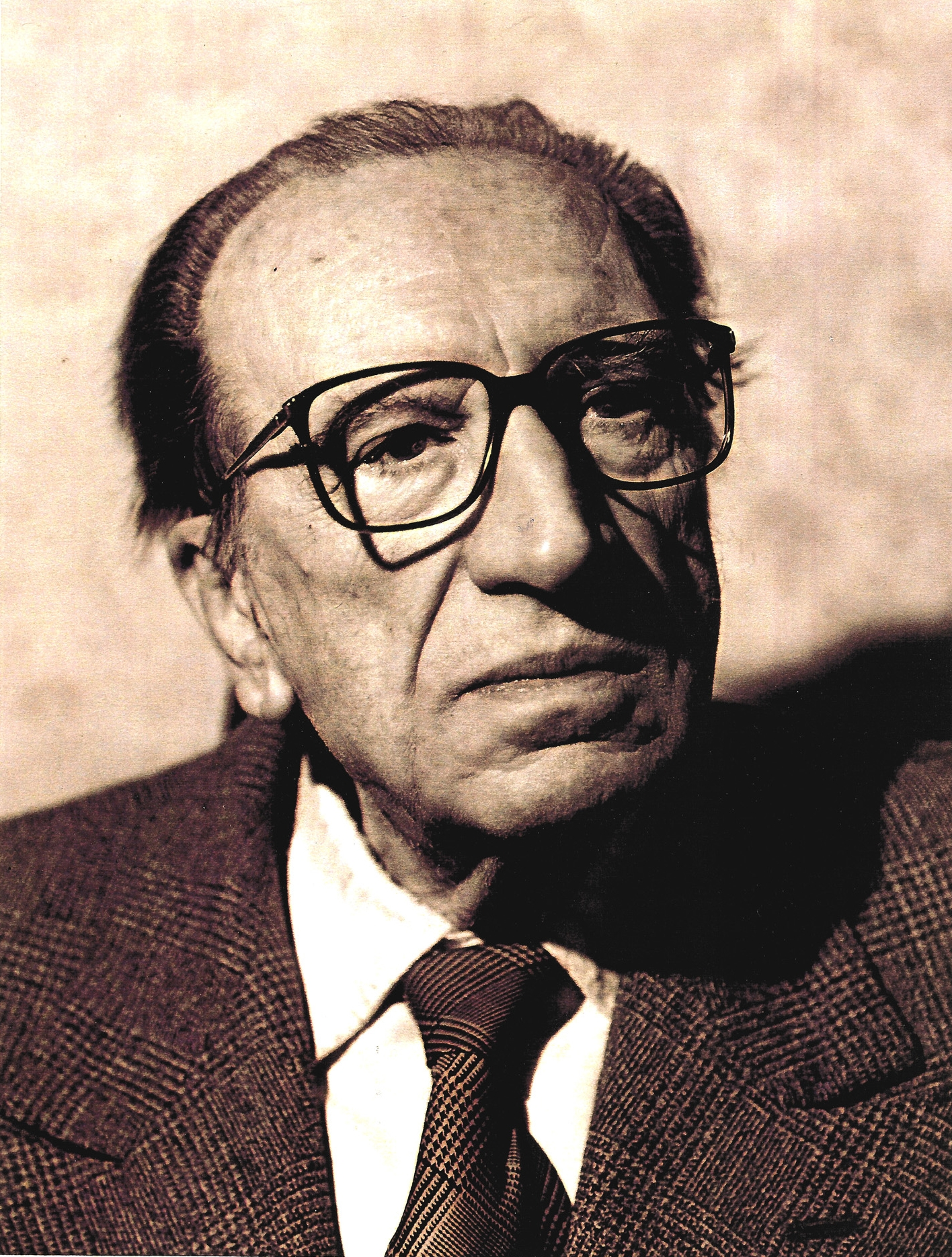
Romano Amerio (1996)

## Leben
Als Sohn des piemontesischen Arztes Giuseppe Amerio und dessen aus Romanos schweizerischer Geburtsstadt Lugano stammenden Ehefrau Maria Moroni Stampa besaß Romano Amerio die italienische Staatsangehörigkeit. Im Jahr 1927 promovierte er an der Katholischen Universität Mailand mit einer Arbeit über Tommaso Campanella. Er war ein Schüler von Agostino Gemelli, dem Gründer der Universität. Von 1928 bis 1970 unterrichtete er Philosophie, Griechisch und Latein am Gymnasium sowie am humanistischen Obergymnasium in Lugano. 1951 wurde er gleichzeitig Privatdozent für Geschichte der Philosophie an der Katholischen Universität Mailand. Angelo Jelmini, Bischof von Lugano und Mitglied der zentralen Vorbereitungskommission des Zweiten Vatikanischen Konzils, zog Amerio zum Studium der Konzilsschemata und zur Mitarbeit an der Abfassung der Stellungnahmen heran. Ihm diente er als Peritus auf dem Zweiten Vatikanischen Konzil und war zugleich auch Berater von Giuseppe Kardinal Siri. Dabei entwickelte er sich zum Kritiker des „aggiornamento“. Bekannt wurde Amerio durch seine philosophischen Studien über Antonio Rosmini und seine kritische Edition von Manzonis Osservazioni sulla morale cattolica (1819). Seine Arbeiten über Rosmini gelten als kongenial. Seine Geburtsstadt machte ihn zum Ehrenbürger.

## Konzilskritiker
In seinen traditionalistischen Schriften identifiziert Amerio drei Syllabi, die nach seiner Auffassung in der nachkonziliaren Zeit implizit und intellektuell negiert wurden: die Enzyklika Quanta Cura, die den Liberalismus und die Weltanschauung der Freimaurer verurteilte; das Dekret Lamentabili sane exitu gegen die wissenschaftliche Bibelkritik und die Enzyklika Humani generis von 1950, die sich gegen neue Ansichten zur Anthropologie und Ekklesiologie in der Kirche wandte.
Amerio war auch ein Gegner der liturgischen Veränderungen, die das Konzil hervorbrachte, und seine Gedanken zu diesem Thema stützen sich im Wesentlichen auf die Enzyklika Mediator Dei von Papst Pius XII. Amerio betrachtete die katholische Liturgie als einen Gott darzubringenden Kult und wandte sich gegen Reformtendenzen, die den Menschen stärker in den Fokus des liturgischen Geschehens rückten, wodurch die liturgische Feier nach Amerios Ansicht zu einem „Sich-selbst-Feiern“ degeneriere. Amerio untersuchte auch die mit der Konzilszeit verbundenen institutionellen Veränderungen im Heiligen Offizium und vertrat die Ansicht, dass der formale Verzicht auf den Begriff „Häresie“ in den offiziellen Untersuchungen und Verfahren dramatische Auswirkungen auf das kirchliche Leben, das Studium und die christliche Wissenschaft habe.
Amerio war ein Freund der traditionellen katholischen Apologetik und äußerte sich bestürzt über den Verzicht auf die herkömmlichen Vorstellungen von Bekehrung und Disputation zugunsten der Idee eines rein dialektischen Gesprächsansatzes zwischen Kirche und Welt, wie sie die moderne Fundamentaltheologie vertritt. In seinen philosophischen Schriften hielt er am traditionellen Lehrschema des Thomismus und Augustinismus fest, wie es sich in der Zeit der Neuscholastik in der katholischen Theologie eingebürgert hatte, und lehnte Kantianismus, Hegelianismus und Spinozismus aus religiösen Gründen ab. Amerios Essays wurden von traditionell eingestellten Kirchenvertretern gelobt. Ihr Erscheinen fiel in die Zeit des öffentlichen Konflikts zwischen Erzbischof Marcel Lefebvre und dessen traditionalistischer Priesterbruderschaft St. Pius X. und Papst Paul VI. In diesem Konflikt neigte Amerio dem vom Papst verurteilten Traditionsbegriff Lefebvres zu.

## Werke
Sein Hauptwerk ist das im Jahr 1985 veröffentlichte Buch Iota Unum, das eine Bestandsaufnahme jener Veränderungen darstellt, die sich seit dem Zweiten Vatikanischen Konzil in der katholischen Kirche vollzogen haben. In diesem Werk behandelt er anhand von 42 Kapiteln die gesamte Bandbreite des modernen katholischen Lebens und der modernen katholischen Lehre, die er einer kritischen Betrachtung unterzieht. Dabei stehen im Mittelpunkt: das Zweite Vatikanische Konzil, Priestertum, Katechese, religiöse Orden, Feminismus, Ökumenismus, Glaube, Moral, katholische Kultur, Liturgie und Eschatologie. Er referiert Ideen, Ereignisse sowie Aussagen von Päpsten, Kardinälen, Bischöfen und Bischofskonferenzen und stellt sie den von ihm vorausgesetzten katholischen Prinzipien gegenüber. Auf diese Weise will Amerio in der Bewertung der Entwicklungen zwischen einer als legitim betrachteten Weiterentwicklung und der unzulässigen Veränderung der Doktrin unterscheiden. Amerio stellt fest, dass Bekehrung und Apologetik im nachkonziliaren Dialog von einem „positiven Austausch“ verdrängt wurden. Dieser Dialog könne das Gegenüber zwar bekehren, aber auch pervertieren und von der Wahrheit in den Irrtum führen. Das Werk enthält Aufzeichnungen aus den Jahren zwischen 1935 und 1985. Ein zweiter Band mit dem Titel Stat Veritas: Fortsetzung von Iota Unum erschien im Jahr 1997 postum.

## Hauptwerk
- Iota Unum. Eine Studie über die Veränderungen in der katholischen Kirche im 20. Jahrhundert. Canisius-Werk, Ruppichteroth 2000.